# Mary Dudley
Mary Sidney (de soltera Dudley) (c. 1530-1535-9 de agosto de 1586) fue una dama de compañía en la corte de Isabel I de Inglaterra, y la madre de Philip Sidney y Mary Sidney Herbert, condesa de Pembroke. Hija de John Dudley, que estaba implicado de forma marginal en el intento de su padre de colocar a Juana I de Inglaterra en el trono inglés y afectado por su proscripción.
Mary Dudley fue una de las confidentes más íntimas de la reina Isabel durante los primeros años de su reinado. Sus tareas incluyen ser la enfermera de la Reina cuando tuvo viruela en 1563 y actuó como su boquilla hacia diplomáticos. Hermana del valido de Elizabeth, Robert Dudley, se mantuvo siempre fiel a su familia. Era la madre de siete hijos y acompañó a su marido, Henry Sidney, a Irlanda y las Marcas Galesas. Desde la década de 1570 el pueblo se quejó en repetidas ocasiones acerca del tratamiento niggardly en manos de la Reina. Siendo una de las damas favoritas de Elizabeth, Mary Dudley se retiró de la corte en 1579, sufriendo de mala salud durante sus últimos años.

## Familia y primeros años de matrimonio
Mary Dudley era la hija mayor entre los 13 hijos de John Dudley y su esposa Jane Guildford. Mary Dudley estaba bien educada. Fluida en italiano, francés y latín, estaba interesada en la alquimia, libro de caballerías, y escribir poesía. Su copia de Chronicles de Edward Hall lleva sus anotaciones en francés. También se convirtió en una amiga, corresponsal y visitante frecuente del científico y hermético John Dee.
El 29 de marzo de 1551 Mary se casó con Henry Sidney en Esher, Surrey. Posiblemente un matrimonio por amor, la ceremonia se repitió en público el 17 de mayo de 1551 en la casa de sus padres, Ely Place, Londres. Cuatro meses más tarde Henry Sidney se convirtió en Caballero Jefe de la cámara privada de Eduardo VI de Inglaterra; fue nombrado caballero por el joven rey en el día en que su suegro, que encabezó el gobierno, se elevó hasta el ducado de Northumberland.
En mayo de 1553 el segundo hermano más joven de Mary, Guilford Dudley, fue casado con la prima favorita de Edward, Juana I de Inglaterra. De acuerdo con Lady Jane Mary Dudley fue quien, el 9 de julio de 1553, pidió a ella para traerla a la Syon House, el lugar donde se le informó que ella era la reina de Inglaterra según la voluntad del rey Eduardo. Tras el triunfo de María I de Inglaterra en un plazo de quince días y la detención y ejecución del duque de Northumberland, los Sidney se encontraban en una situación precaria. Al igual que el resto de la familia Dudley, Mary Dudley sufrió las consecuencias de su situación legal. Las tres hermanas de Henry Sidney, sin embargo, eran damas favoritas de la Reina Mary, que pudieron haber salvado su carrera. A principios de 1554 fue con una embajada a España para pedir a prospectivo rey consorte de Inglaterra, Felipe II de España, para el perdón de sus hermanos en la ley John, Ambrosio, Robert Dudley, y Henry. John Dudley, el hermano mayor, murió días después de su liberación en octubre de 1554 en Penshurst Place en Kent, casa de campo de los Sidney concedida por Eduardo VI en 1552. Philip Sidney, el primer hijo de Mary Dudley, nació allí en noviembre de 1554. Su madrina, la duquesa viuda de Northumberland, murió en enero de 1555. Dejó a su hija 200 marcas, así como un reloj preciado "que era de su padre, su oración para mantenerlo como una joya." En 1556 Mary Dudley fue con su marido a Irlanda, donde residieron en su mayoría en el castillo de Athlone. Su primera hija, Mary Margaret, nació algún tiempo después de su llegada. La reina Mary actuó como madrina, pero el niño murió con "un año y tres trimestres de edad". Mientras tanto, el infante Felipe se quedó en Penshurst hasta que su madre regresó de Irlanda en septiembre de 1558. Su sangre había sido restaurada a principios de año, cuando la proscripción de Dudley fue levantada por el último Parlamento de Inglaterra de María I.

## Sirviendo a Isabel I
Sobre la adhesión de Isabel I en noviembre de 1558 Mary Dudley se convirtió en una dama de la cámara privada "sin salario". Al igual que su hermano Lord Robert, el valido, que pertenecía a los compañeros más cercanos de la reina. En 1559 las negociaciones sobre el archiduque Carlos II de Estiria, el candidato de la Casa de Habsburgo durante la mano de Elizabeth, actuó como intermediaria entre la reina y su propio hermano en sus relaciones con el embajador español Álvarez de Quadra y su colega del Sacro Imperio Romano Germánico, Caspar von Brüner. Por medio de Mary Dudley, Elizabeth indicó discretamente su seria intención de casarse con el archiduque y que debía venir inmediatamente a Inglaterra. De Quadra informó que Felipe II 
Mary Dudley dijo que si esto no fuera así, podría estar segura de que no iba a decir tal cosa, ya que le podría costar su vida y estaba actuando ahora con el consentimiento de la reina, pero ella (la reina) no hablaría al emperador de ello.
El enviado de Felipe recibió garantías de lord Robert y sir Thomas Parry. Sin embargo, Elizabeth se enfrió de nuevo y le dio a Mary Dudley instrucciones adicionales para hacer frente a los españoles, hasta que ella misma dijo «que alguien había [hablado] con buenas intenciones, pero sin ningún tipo de comisión de ella». Enojada con su hermano y la reina, Mary Dudley se sintió traicionada. El embajador español, a su vez, despertó de que ella usó un intérprete, cuando «podemos entender unos a otros en italiano sin él».
En octubre de 1562, la viruela de Isabel pasó al estado crítico; Mary Dudley la cuidó hasta que contrajo la enfermedad a sí misma, que de acuerdo con su marido desfiguró en gran medida su belleza. Que la llevó a llevar una máscara que después de todo, sin embargo, es solo un mito. Continuó con su servicio de corte, ausente cuando acompaña a su marido a Gales e Irlanda. A finales de 1565 la pareja viajó a Irlanda, donde sir Henry tomó posesión de su cargo como lord teniente de Irlanda. En el paso uno de los barcos hundidos con joyas todo de Mary Dudley y ropa fina a bordo. En 1567 Henry Sidney regresó por unas semanas a la corte inglesa. Su esposa se quedó en Drogheda, que sufrió un ataque rebelde. Mary Dudley resueltamente pidió al Alcalde de Dublín aliviar la ciudad con las tropas, lo cual hizo. Más adelante Sir Henry la envió de nuevo a Inglaterra a causa de su mala salud, que al parecer fue causada por las críticas de la reina: Una carta desagradable de Elizabeth «tan perpleja mi querida esposa, mientras caía más gravemente enferma en la misma y en que la enfermedad se mantuvo una vez en trance por encima de cincuenta y dos horas».
Los cuatro hermanos Dudley que sobrevivieron en el reinado de Isabel, María, Ambrosio, Robert, y su hermana más joven Katherine, mantuvieron un vínculo estrecho entre sí, mientras que Henry Sidney y Robert Dudley eran amigos desde sus días escolares comunes con Eduardo VI. La tercera hija de Mary Dudley, Elizabeth nació en casa de su hermano Robert en Kew a finales de 1560. Hasta 1569 tiene cuatro hijos más, entre ellos la futura condesa de Pembroke y poeta María Herbert, y Robert, que se convirtió en el primer Sidney conde de Leicester. La muerte de su hijo de nueve años de edad, Ambrosia en 1575 provocó una carta de condolencias de la reina Isabel. Henry Sidney estuvo una vez más en Irlanda, en enero de 1570 Robert Dudley entretuvo a su hermano Ambrosio, así como "Sister Mary" y "Sister Kate" en Kenilworth. El mismo castillo fue el escenario de la gran fiesta en 1575, en la que toda la familia Sidney fueron invitados y Mary Dudley destacó en la inútil caza del ciervo. En 1577, Robert Dudley negoció el partido a sus 15 años de edad, la sobrina de Mary con su amigo, un hombre de 40 años de edad, conde de Pembroke. Su madre organizó las festividades de la boda en la Wilton House.
En la década de 1570, sir Henry Sidney y su esposa estaban desilusionados y amargados porque carecieron de recompensas financieras por parte de la reina por su largo servicio. En 1572 Mary Dudley incluso tuvo que rechazar una baronía geográfica a su marido en una carta a William Cecil, el propio barón Burghley desde el año anterior: Los gastos tales eran simplemente demasiado grandes, la mente de sir Henry estaba «consternada [por la] decisión difícil» entre la elección de la ruina financiera y el disgusto real. Dos años más tarde, en 1574, discutió con Lord Chambelán (su cuñado, Thomas Radclyffe) a lo largo de residencia en la corte. Ella se negó a intercambiar sus habitaciones acostumbradas por una cámara de frío, que había sido previamente, «el lugar para mis sirvientes». En suma, aunque, explicó, «el viejo Lord Harry y su antiguo molino» aceptarían «como buenos amigos la pequeña porción asignada de nuestro servicio larga en la corte; Que tan poco como es, parece demasiado».
Elizabeth estaba todavía unida a su viejo amigo cuando Mary Dudley salió de la corte en julio de 1579, debido a la mala salud, o por solidaridad con su hermano Robert, conde de Leicester, que había caído en desgracia por haberse casado. Se unió con su marido en Ludlow en 1582, donde cumplía su tercer turno como Presidente del Consejo de Gales. Un año más tarde, su salud estaba en un estado tal que Henry Sidney pronto tendría la oportunidad de tomar una segunda esposa. Mary Dudley murió el 9 de agosto de 1586, tres meses después que su marido. Fue enterrada al lado de su marido en Penshurst.

## Ascendencia
|  |                                          |  |  |  |  |  |  |  |  |  |  |  |  |  |  |  |
|  | 16. John Sutton                          |  |  |  |  |  |  |  |  |  |  |  |  |  |  |  |
|  |                                          |  |  |  |  |  |  |  |  |  |  |  |  |  |  |  |
|  |                                          |  |  |  |  |  |  |  |  |  |  |  |  |  |  |  |
|  | 8. Sir John Dudley                       |  |  |  |  |  |  |  |  |  |  |  |  |  |  |  |
|  |                                          |  |  |  |  |  |  |  |  |  |  |  |  |  |  |  |
|  |                                          |  |  |  |  |  |  |  |  |  |  |  |  |  |  |  |
|  | 17. Elizabeth de Berkeley                |  |  |  |  |  |  |  |  |  |  |  |  |  |  |  |
|  |                                          |  |  |  |  |  |  |  |  |  |  |  |  |  |  |  |
|  |                                          |  |  |  |  |  |  |  |  |  |  |  |  |  |  |  |
|  | 4. Edmund Dudley                         |  |  |  |  |  |  |  |  |  |  |  |  |  |  |  |
|  |                                          |  |  |  |  |  |  |  |  |  |  |  |  |  |  |  |
|  |                                          |  |  |  |  |  |  |  |  |  |  |  |  |  |  |  |
|  | 18. Sir John Bramshott                   |  |  |  |  |  |  |  |  |  |  |  |  |  |  |  |
|  |                                          |  |  |  |  |  |  |  |  |  |  |  |  |  |  |  |
|  |                                          |  |  |  |  |  |  |  |  |  |  |  |  |  |  |  |
|  | 9. Elizabeth Bramshott                   |  |  |  |  |  |  |  |  |  |  |  |  |  |  |  |
|  |                                          |  |  |  |  |  |  |  |  |  |  |  |  |  |  |  |
|  |                                          |  |  |  |  |  |  |  |  |  |  |  |  |  |  |  |
|  | 19. Catherine Pelham                     |  |  |  |  |  |  |  |  |  |  |  |  |  |  |  |
|  |                                          |  |  |  |  |  |  |  |  |  |  |  |  |  |  |  |
|  |                                          |  |  |  |  |  |  |  |  |  |  |  |  |  |  |  |
|  | 2. John Dudley                           |  |  |  |  |  |  |  |  |  |  |  |  |  |  |  |
|  |                                          |  |  |  |  |  |  |  |  |  |  |  |  |  |  |  |
|  |                                          |  |  |  |  |  |  |  |  |  |  |  |  |  |  |  |
|  | 20. Edward Grey                          |  |  |  |  |  |  |  |  |  |  |  |  |  |  |  |
|  |                                          |  |  |  |  |  |  |  |  |  |  |  |  |  |  |  |
|  |                                          |  |  |  |  |  |  |  |  |  |  |  |  |  |  |  |
|  | 10. Edward Grey                          |  |  |  |  |  |  |  |  |  |  |  |  |  |  |  |
|  |                                          |  |  |  |  |  |  |  |  |  |  |  |  |  |  |  |
|  |                                          |  |  |  |  |  |  |  |  |  |  |  |  |  |  |  |
|  | 21. Elizabeth Ferrers                    |  |  |  |  |  |  |  |  |  |  |  |  |  |  |  |
|  |                                          |  |  |  |  |  |  |  |  |  |  |  |  |  |  |  |
|  |                                          |  |  |  |  |  |  |  |  |  |  |  |  |  |  |  |
|  | 5. Elizabeth Grey                        |  |  |  |  |  |  |  |  |  |  |  |  |  |  |  |
|  |                                          |  |  |  |  |  |  |  |  |  |  |  |  |  |  |  |
|  |                                          |  |  |  |  |  |  |  |  |  |  |  |  |  |  |  |
|  | 22. John Talbot                          |  |  |  |  |  |  |  |  |  |  |  |  |  |  |  |
|  |                                          |  |  |  |  |  |  |  |  |  |  |  |  |  |  |  |
|  |                                          |  |  |  |  |  |  |  |  |  |  |  |  |  |  |  |
|  | 11. Elizabeth Talbot, 3rd Baroness Lisle |  |  |  |  |  |  |  |  |  |  |  |  |  |  |  |
|  |                                          |  |  |  |  |  |  |  |  |  |  |  |  |  |  |  |
|  |                                          |  |  |  |  |  |  |  |  |  |  |  |  |  |  |  |
|  | 23. Joan Cheddar                         |  |  |  |  |  |  |  |  |  |  |  |  |  |  |  |
|  |                                          |  |  |  |  |  |  |  |  |  |  |  |  |  |  |  |
|  |                                          |  |  |  |  |  |  |  |  |  |  |  |  |  |  |  |
|  | 1. Mary Dudley                           |  |  |  |  |  |  |  |  |  |  |  |  |  |  |  |
|  |                                          |  |  |  |  |  |  |  |  |  |  |  |  |  |  |  |
|  |                                          |  |  |  |  |  |  |  |  |  |  |  |  |  |  |  |
|  | 24. Sir John Guildford                   |  |  |  |  |  |  |  |  |  |  |  |  |  |  |  |
|  |                                          |  |  |  |  |  |  |  |  |  |  |  |  |  |  |  |
|  |                                          |  |  |  |  |  |  |  |  |  |  |  |  |  |  |  |
|  | 12. Sir Richard Guildford                |  |  |  |  |  |  |  |  |  |  |  |  |  |  |  |
|  |                                          |  |  |  |  |  |  |  |  |  |  |  |  |  |  |  |
|  |                                          |  |  |  |  |  |  |  |  |  |  |  |  |  |  |  |
|  | 25. Alice Waller                         |  |  |  |  |  |  |  |  |  |  |  |  |  |  |  |
|  |                                          |  |  |  |  |  |  |  |  |  |  |  |  |  |  |  |
|  |                                          |  |  |  |  |  |  |  |  |  |  |  |  |  |  |  |
|  | 6. Sir Edward Guildford                  |  |  |  |  |  |  |  |  |  |  |  |  |  |  |  |
|  |                                          |  |  |  |  |  |  |  |  |  |  |  |  |  |  |  |
|  |                                          |  |  |  |  |  |  |  |  |  |  |  |  |  |  |  |
|  | 26. John Pimpe                           |  |  |  |  |  |  |  |  |  |  |  |  |  |  |  |
|  |                                          |  |  |  |  |  |  |  |  |  |  |  |  |  |  |  |
|  |                                          |  |  |  |  |  |  |  |  |  |  |  |  |  |  |  |
|  | 13. Anne Pimpe                           |  |  |  |  |  |  |  |  |  |  |  |  |  |  |  |
|  |                                          |  |  |  |  |  |  |  |  |  |  |  |  |  |  |  |
|  |                                          |  |  |  |  |  |  |  |  |  |  |  |  |  |  |  |
|  | 3. Jane Guildford                        |  |  |  |  |  |  |  |  |  |  |  |  |  |  |  |
|  |                                          |  |  |  |  |  |  |  |  |  |  |  |  |  |  |  |
|  |                                          |  |  |  |  |  |  |  |  |  |  |  |  |  |  |  |
|  | 28. Richard West                         |  |  |  |  |  |  |  |  |  |  |  |  |  |  |  |
|  |                                          |  |  |  |  |  |  |  |  |  |  |  |  |  |  |  |
|  |                                          |  |  |  |  |  |  |  |  |  |  |  |  |  |  |  |
|  | 14. Thomas West                          |  |  |  |  |  |  |  |  |  |  |  |  |  |  |  |
|  |                                          |  |  |  |  |  |  |  |  |  |  |  |  |  |  |  |
|  |                                          |  |  |  |  |  |  |  |  |  |  |  |  |  |  |  |
|  | 29. Catherine Hungerford                 |  |  |  |  |  |  |  |  |  |  |  |  |  |  |  |
|  |                                          |  |  |  |  |  |  |  |  |  |  |  |  |  |  |  |
|  |                                          |  |  |  |  |  |  |  |  |  |  |  |  |  |  |  |
|  | 7. Eleanor West                          |  |  |  |  |  |  |  |  |  |  |  |  |  |  |  |
|  |                                          |  |  |  |  |  |  |  |  |  |  |  |  |  |  |  |
|  |                                          |  |  |  |  |  |  |  |  |  |  |  |  |  |  |  |
|  | 30. Hugh Mortimer                        |  |  |  |  |  |  |  |  |  |  |  |  |  |  |  |
|  |                                          |  |  |  |  |  |  |  |  |  |  |  |  |  |  |  |
|  |                                          |  |  |  |  |  |  |  |  |  |  |  |  |  |  |  |
|  | 15. Elizabeth Mortimer                   |  |  |  |  |  |  |  |  |  |  |  |  |  |  |  |
|  |                                          |  |  |  |  |  |  |  |  |  |  |  |  |  |  |  |
|  |                                          |  |  |  |  |  |  |  |  |  |  |  |  |  |  |  |
|  | 31. Eleanor Cornwall                     |  |  |  |  |  |  |  |  |  |  |  |  |  |  |  |
|  |                                          |  |  |  |  |  |  |  |  |  |  |  |  |  |  |  |
|  |                                          |  |  |  |  |  |  |  |  |  |  |  |  |  |  |  |